# Grupo Especial de Inteligencia
El Grupo Especial de Inteligencia (GEIN) fue una unidad de élite de la Policía Nacional del Perú creada dentro de la Dirección Nacional Contra el Terrorismo (Dircote) con la finalidad de ubicar y capturar a los integrantes de los órganos de dirección de las organizaciones terroristas vigentes en el Perú desde 1980 (Sendero Luminoso y del Movimiento Revolucionario Túpac Amaru). 
Esta unidad es históricamente recordada por haber ejecutado, el 12 de septiembre de 1992, la Operación Victoria que permitió la captura del líder terrorista Abimael Guzmán Reinoso (a) "Presidente Gonzalo", máximo cabecilla de la organización terrorista Sendero Luminoso que venía perpetrando su autodenominada guerra popular en el Perú desde el 17 de mayo de 1980 y quien fue detenido junto a parte de su comité central. Por su labor han sido declarados "Héroes de la democracia".

## Creación
El GEIN fue creado el 5 de marzo de 1990 durante el gobierno Alan García Pérez, siendo Ministro del Interior Agustín Mantilla Campos y Director Superior el teniente general de la PNP Fernando Reyes Roca. Los integrantes fundadores del GEIN fueron el coronel Manuel Tumba Ortega, el mayor Benedicto Jiménez Bacca, el capitán Félix Castro Tenorio, el teniente Joe Sánchez Alva, el alférez Jorge Augusto Luna Chu y el agente Jaime Cubas Hidalgo. Como referencia, el GEIN adoptó el pensamiento del filósofo chino Sun Tzu para hacer frente al pensamiento Gonzalo y al marxismo en general.

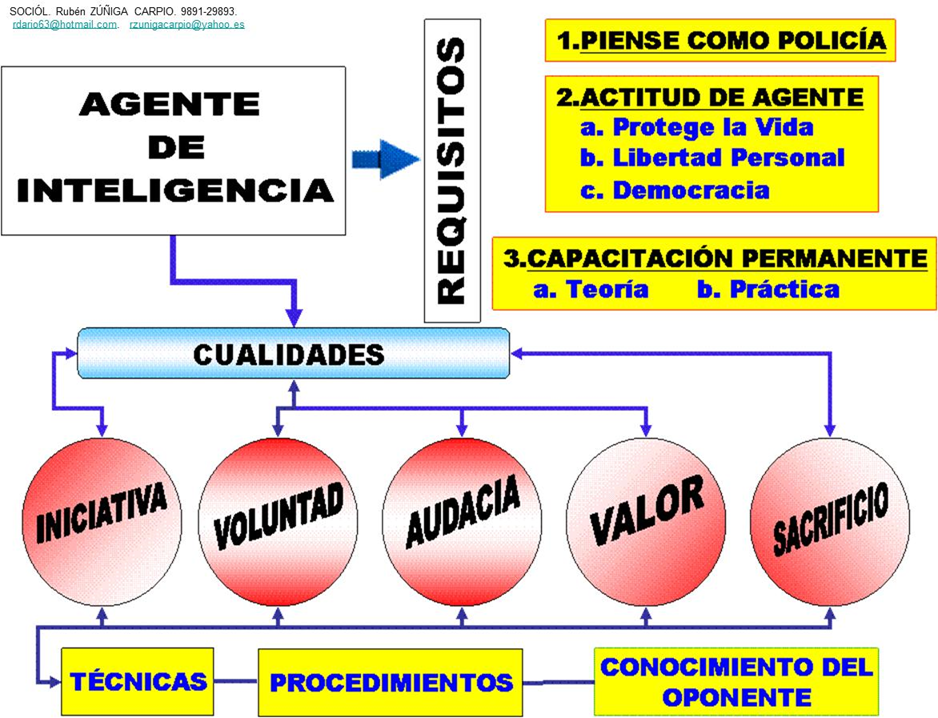
Requisitos y cualidades del agente de inteligencia en el Grupo Especial de Inteligencia - GEIN - DIRCOTE

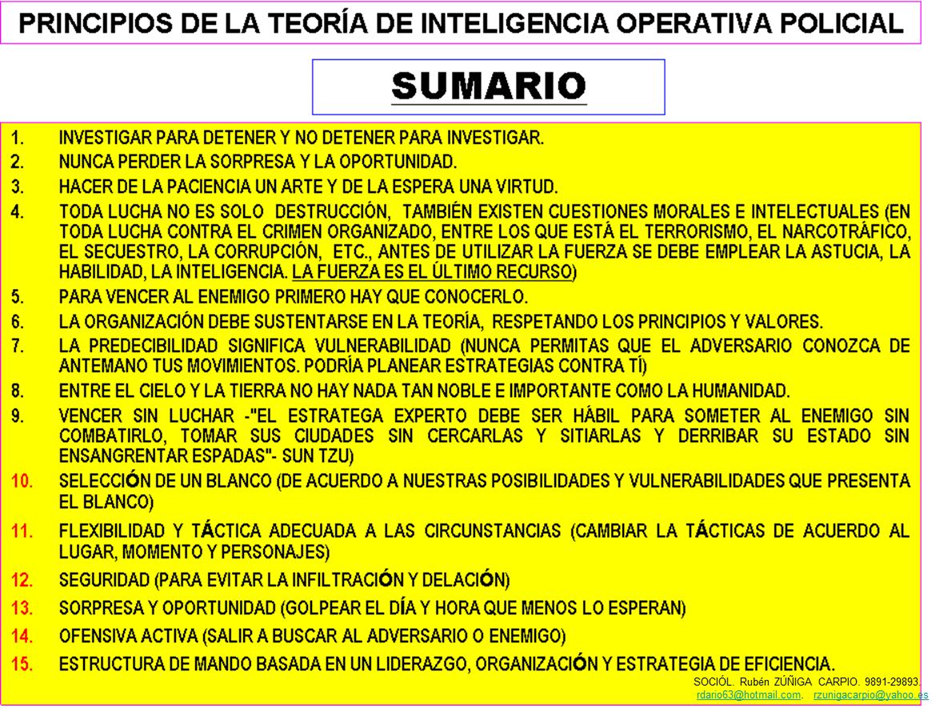
Principios de la inteligencia operativa policial en el Grupo Especial de Inteligencia - GEIN - DIRCOTE

## Operaciones de inteligencia
Si bien es cierto el GEIN es recordado históricamente por la captura de Abimael Guzmán, esta no fue la única operación importante que ejecutó esta unidad policial.

### Caso “ISA”
Se realizó trabajo de inteligencia desde el 5 de marzo hasta el 1 de junio de 1990, lográndose la captura de algunos de los integrantes de la cúpula de Sendero Luminoso, del Departamento de Apoyo Organizativo (DAO) y el Grupo de apoyo partidario (GAP) del Comité Central, allanando 40 inmuebles, entre ellos la vivienda del líder senderista Abimael Guzmán Reynoso, ubicada en la calle 2 n.º 459 de la Urb. Mariscal Castilla en Monterrico Norte, que servía para plenos, conferencias y congresos de Sendero Luminoso.
En esos operativos también fueron incautadas armas de fuego, abundante propaganda proselitista e informaciones de las conexiones que sostenían los detenidos con otros integrantes de dicha organización terrorista a nivel nacional, así como con el extranjero, planes de aniquilamiento contra personal de la PNP, de las FF.AA., Alcaldes, Gobernadores, atentados contra locales estatales y privados de diferentes lugares del país.
Igualmente, se incautaron vestimentas, medicamentos para tratamiento de soriasis, lentes de medida, cigarrillos marca Winston, vinos que consumía y otros objetos pertenecientes a Abimael Guzmán, con lo que se estableció plenamente que estaba vivo dirigiendo su organización terrorista desde la ciudad de Lima.
Se formuló el atestado n.º 096-DIRCOTE del 15 de junio de 1990 con el que fueron puestos a disposición del Ministerio Público los detenidos en el operativo.

### Caso "Monterrico"
Operativo puesto en marcha desde el 3 de junio al 19 de septiembre de 1990. El trabajo de inteligencia realizado estaba orientado, como el anterior, a la desarticulación de todo el aparato de propaganda de Sendero Luminoso. Fueron allanados diferentes inmuebles de Lima con presencia del representante del Ministerio Público y se capturó a los integrantes del Aparato Central de prensa y propaganda del Comité Central.
Se incautó abundantes cantidades de propaganda subversiva, armas de fuego, explosivos, vehículos, imprentas clandestinas y otros. Estos detenidos eran los encargados de difundir las actividades de la red terrorista entre sus células a nivel nacional e internacional. 

### Caso "Caballero"
Se inició el 10 de octubre de 1990 durando hasta el 31 de enero de 1991. El trabajo de inteligencia llevado a cabo estaba orientado a la desarticulación del Departamento Central de Sendero Luminoso, que se encontraba operando directamente en una segunda casa, denominada “El palomar”, y ocupada por Abimael Guzmán, sita en la calle Buenavista n.º 265 de la Urb. Chacarilla del Estanque. Se incursionó en dicho inmueble y otros en diferentes lugares de la capital con presencia del representante del Ministerio Público, formulándose el Atestado n.º 21-D4 – DIRCOTE del 14 de febrero de 1991.
Se incautó cuatro casetes de vídeo de gran valor que contenían las imágenes inéditas de la celebración del Primer Congreso que se había realizado en el mes de junio de 1989, en la que aparece el líder senderista bailando el sirtaki de la canción de Zorba, el griego, juntamente con los 19 miembros del Comité Central, lo que permitió su identificación y posterior captura. Otro vídeo importante incautado fue el que contiene las imágenes del velorio de Augusta La Torre Carrasco (a) “Norah”, esposa de Guzmán, fallecida en circunstancias hasta hoy no aclaradas, donde aparece el líder senderista acompañado de los “abogados democráticos” y otros integrantes del Comité Central. Asimismo se incautaron documentos importantes de la organización sobre “aniquilamientos” contra personal de la PNP y las FF.AA., de atentados contra locales militares, policiales, estatales, privados y otros.

### Caso "Grupo Intelectual"
El trabajo de inteligencia se llevó a cabo con la finalidad de desarticular al grupo de "traducciones” o Grupo Intelectual Popular, que tenía la tarea de traducir al español documentos y libros en otro idioma que le enviaban a Abimael Guzmán desde el extranjero. Este grupo dependía directamente de la Dirección Central. Se incautaron documentos de carácter subversivo, traducciones de propaganda subversiva para ser enviadas a diferentes países y documentos de contactos con integrantes de S.L. que residían en el extranjero.

### "Operación Fortuna”
La operación de Inteligencia se llevó a cabo con la finalidad de ubicar e identificar a los prófugos del penal Castro Castro, quienes se habían fugado por un túnel en julio de 1990, los mismos que conformaban la Dirección Nacional del MRTA, y que habían participado en diversas acciones terroristas utilizando explosivos, coches bomba contra locales de entidades estatales y privadas, así como también secuestros contra diversos empresarios en Lima y provincias con el fin de obtener cuantiosas sumas de dinero y utilizarlas para continuar sus acciones terroristas en diferentes lugares del país. En dicho operativo se desarticuló la Escuela Central de cuadros y dirigentes principales del MRTA en diferentes inmuebles de la capital con presencia del representante del Ministerio Público. Se logró intervenir la base de seguridad urbana principal ubicada en la cuadra 6 de la Av. Sucre en el distrito de Pueblo Libre, donde se incautaron 35 armas de fuego entre fusiles, AKM, FAL, G3, pistolas, revólveres, 2 toneladas de explosivos consistente en pólvora de aluminio, dispositivos de minas antipersonas marca Clay, 5,000 municiones para armas de fuego de diversos calibres, pertrechos de guerra, uniformes, abundante información escrita y audiovisual de carácter secreto sobre la estructura orgánica del MRTA, propaganda y otros. Fue formulado el Atestado n.º 051-DIRCOTE del 15 de junio de 1991.

### Caso "Célula de Dirección de Socorro Popular del Perú”
Esta operación duró desde el 10 de mayo al 22 de junio de 1991. Las labores de inteligencia se llevaron a cabo con base en los documentos secretos hallados en los dos primeros inmuebles donde había residido Abimael Guzmán (casos "ISA" y "El Palomar"), focalizados en desarticular el Comité Fundamental para la organización “Socorro Popular”, que era la encargada de la defensa legal de los terroristas. Esta célula también velaba por la salud de sus integrantes y estaba encargada de organizar movilizaciones de protesta a nivel nacional, cometer asesinatos y diversos atentados, cumpliendo las directivas que le enviaba el Comité Central. Se incautaron armas de fuego, explosivos, mechas, fulminantes, planes de aniquilamiento contra miembros de la PNP y FF.AA., atentados contra locales policiales, estatales e entidades privadas, propaganda subversiva en gran cantidad, manuscritos de la organización. Todos los detenidos habían participado en diferentes acciones terroristas. Se formuló el Atestado n.º 138-DIRCOTE del 5 de julio de 1991 con el que los detenidos fueron puestos a disposición del Ministerio Público.

### Caso "Aparato de Defensa de Socorro Popular"
El trabajo de inteligencia operativa continuó desarrollándose para desbaratar el Aparato de Defensa de "Socorro Popular". Duró desde el 10 de julio al 28 de noviembre de 1991. El 12 de diciembre se formuló el Atestado n.º 249-DIRCOTE. Estos detenidos conformaban el Aparato Político del Departamento Defensa de “Socorro Popular”, quienes realizaban acciones terroristas en la zona sur de Lima, con sus respectivos destacamentos y milicias de defensa. A todos ellos se les incautó armas de fuego, explosivos, mechas, fulminantes, planos y croquis de ataques y propaganda subversiva.

### Caso "Hipócrates”
El trabajo de inteligencia (del 15 de diciembre de 1991 al 26 de febrero del siguiente año) se puso en ejecución con los documentos hallados en los dos inmuebles donde residía Abimael Guzmán y tenía por finalidad detener a los integrantes del Aparato de Salud de “Socorro Popular”, que estaba conformado por enfermeras, médicos y estudiantes de medicina, los mismos que atendían a los heridos a consecuencia de enfrentamientos con las Fuerzas Militares y Policiales, y a enfermos que llegaban del campo. Para ello contaban con varios locales con salas de operaciones, instrumentales quirúrgicos y medicinas robados de los diferentes hospitales de la capital. Se formuló el Atestado Ampliatorio No 055-DIRCOTE del 11 de marzo de 1992.

### Caso del periódico clandestino "El Diario"
Trabajo de inteligencia que duró del 15 de marzo al 13 de abril de 1992. Se orientó a la desarticulación de la célula que dirigía el periódico El Diario, que era el vocero de Sendero Luminoso y circulaba clandestinamente a nivel nacional e internacional. Se formuló el Atestado n.º 084-DICOTE del 28 de abril de 1992 y se incautó abundante propaganda subversiva.

### Caso Arana Franco
Luego de meses de seguimiento y de trabajo de inteligencia se procedió a la detención de Luis Arana Franco, encargado de la parte logística y financiera de Sendero Luminoso.

### "Operación Victoria"
La operación Victoria, popularmente conocida como «La captura del siglo», fue una operación de seguridad interna desarrollada el 12 de septiembre de 1992 y consistió en la captura del líder terrorista Abimael Guzmán Reynoso y el consiguiente inicio del final de la época del terrorismo en el Perú.

## Pos-disolución
Los integrantes GEIN participaron en todas las operaciones policiales llevadas a cabo hasta lograr la desarticulación de los órganos de dirección del Comité Central y la detención de los principales cabecillas de Sendero Luminoso, así como también del Movimiento Revolucionario Túpac Amaru (MRTA), siendo felicitados por el director general de la Policía Nacional del Perú el 19 de marzo de 1992.
Al conmemorase el 20.º aniversario de la captura de Abimael Guzmán y el Comité Central, el Presidente del Congreso de la República hizo entrega a los integrantes del GEIN, en ceremonia pública realizada el 12 de septiembre del 2012, el Diploma de Honor en reconocimiento a su labor de inteligencia. Así mismo, el 21 de noviembre del mismo año, la Dirección General de la Policía Nacional del Perú les concedió la condecoración Héroe Nacional "Alférez PNP Mariano Santos Mateos". También han recibido en ceremonias públicas Diplomas de Honor entregados por los Decano de la Universidad Tecnológica del Perú y del Colegio de Abogados de Lima en virtud de los importantes servicios prestados a la ciudadanía y por la valiosa colaboración al proceso de la pacificación de la sociedad peruana.
En el año 2017 con motivo del XXV Aniversario de la Captura del Siglo el personal integrante del GEIN se constituyó en la denominada "Asociación GEIN histórico" con la finalidad de participar de forma oficial en las diversas actividades públicas y difundir los logros alcanzados por esta unidad policial. Mediante Ley 30655 los integrantes del GEIN fueron reconocidos como Héroes de la Democracia.